# Вилхелм Фридрих фон Вид
Вилхелм Фридрих Херман Ото Карл фон Вид (на немски: Wilhelm Friedrich Hermann Otto Karl 6.Fürst zu Wied; * 27 юни 1872 в Нойвид; † 18 юни 1945 в Нойвид) е шести управляващ княз на фон Вид (1907 – 1919) след баща му.
Той е най-големият син на княз Вилхелм фон Вид (1845 – 1907) и съпругата му принцеса Мария Нидерландска (1841 – 1910), дъщеря на принц Фредерик Карл Нидерландски (1797 – 1881) и принцеса Луиза Пруска (1808 – 1870). Майка му е внучка на пруския крал Фридрих Вилхелм III и на крал Вилхелм I от Нидерландия.
Брат му Вилхелм Фридрих Хайнрих (1876 – 1945) е княз на Албания (1914 – 1914).
Вилхелм Фридрих фон Вид следва в университета в Бон. На 29 октомври 1898 г. той се жени в Щутгарт за Паулина фон Вюртемберг (1877 – 1965). Двойката живее първо в Потсдам, защото Фридрих ръководи там един регимент, 1902 г. те се местят в Берлин. През 1907 г. те се местят в резиденцията Нойвид, понеже Фридрих след смъртта на баща му става княз на Вид.
През Първата световна война той служи като полковник и на 5 октомври 1916 г. крал Вилхелм II фон Вюртемберг го награждава с Големия кръст на „Вюртембергската корона с мечове“.
Вилхелм Фридрих фон Вид умира на 72 години на 18 юни 1945 г. в Нойвид.

## Фамилия
Вилхелм Фридрих фон Вид се жени на 29 октомври 1898 г. в Щутгарт за Паулина Олга Хелена Емма фон Вюртемберг (* 19 декември 1877 в Щутгарт; † 7 май 1965 в Лудвигсбург), дъщеря на крал Вилхелм II фон Вюртемберг (1848 – 1921) и принцеса Мария фон Валдек-Пирмонт (1857 – 1882). Те имат два сина:
- Херман Вилхелм Фридрих фон Вид (* 18 август 1899, Потсдам; † 5 ноември 1941, Рецесцов, Полша), наследствен принц, женен на 29 април 1930 г. в Нойвид за графиня Мария Антония фон Щолберг-Вернигероде (* 6 февруари 1909, Варпалота, Унгария; † 24 януари 2003, Дирдорф); родители на:
  - Фридрих Вилхелм Хайнрих Константин фон Вид (* 2 юни 1931, Щутгарт; † 28 август 2000, Канада), 7. княз на Вид (1945 – 2000)
- Дитрих Вилхелм Фридрих Карл Паул фон Вид (* 31 октомври 1901, Потсдам; † 8 януари 1976, Лудвигсбург), принц, женен на 18 юли 1928 г. в Берлин за графиня Антоанета Юлия Гроте (* 9 октомври 1902, Берлин; † 17 февруари 1988, Лудвигсбург)

- Вилхелм фон Вид и фамилията му
- Принцеса Паулина фон Вюртемберг (1877 – 1965)
- Гербът на княжеската фамилия фон Вид на главния вход на дворец Нойвид
- Дясното крило на дворец Нойвид